# Plac Magistracki w Wałbrzychu

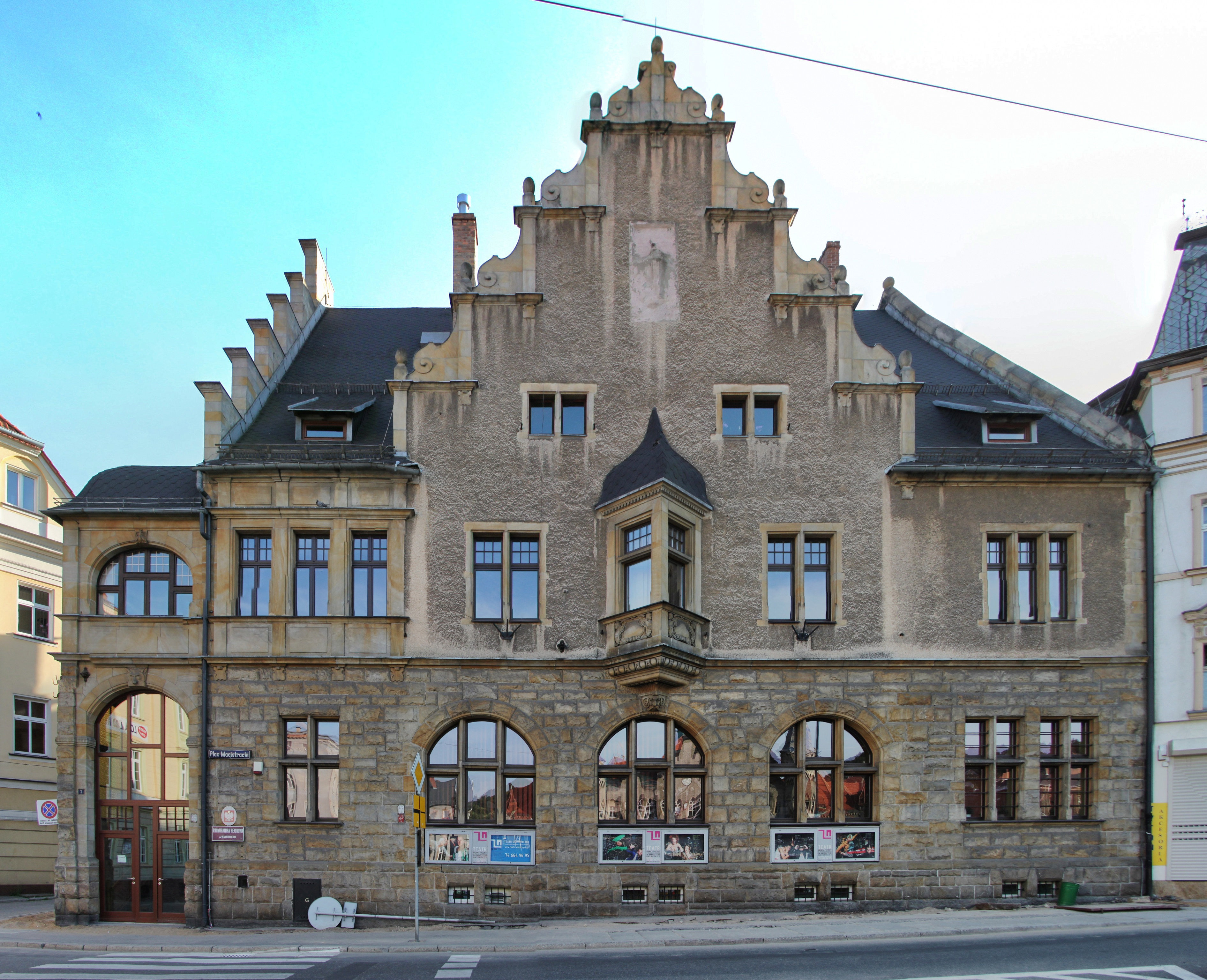
Plac Magistracki – budynek prokuratury

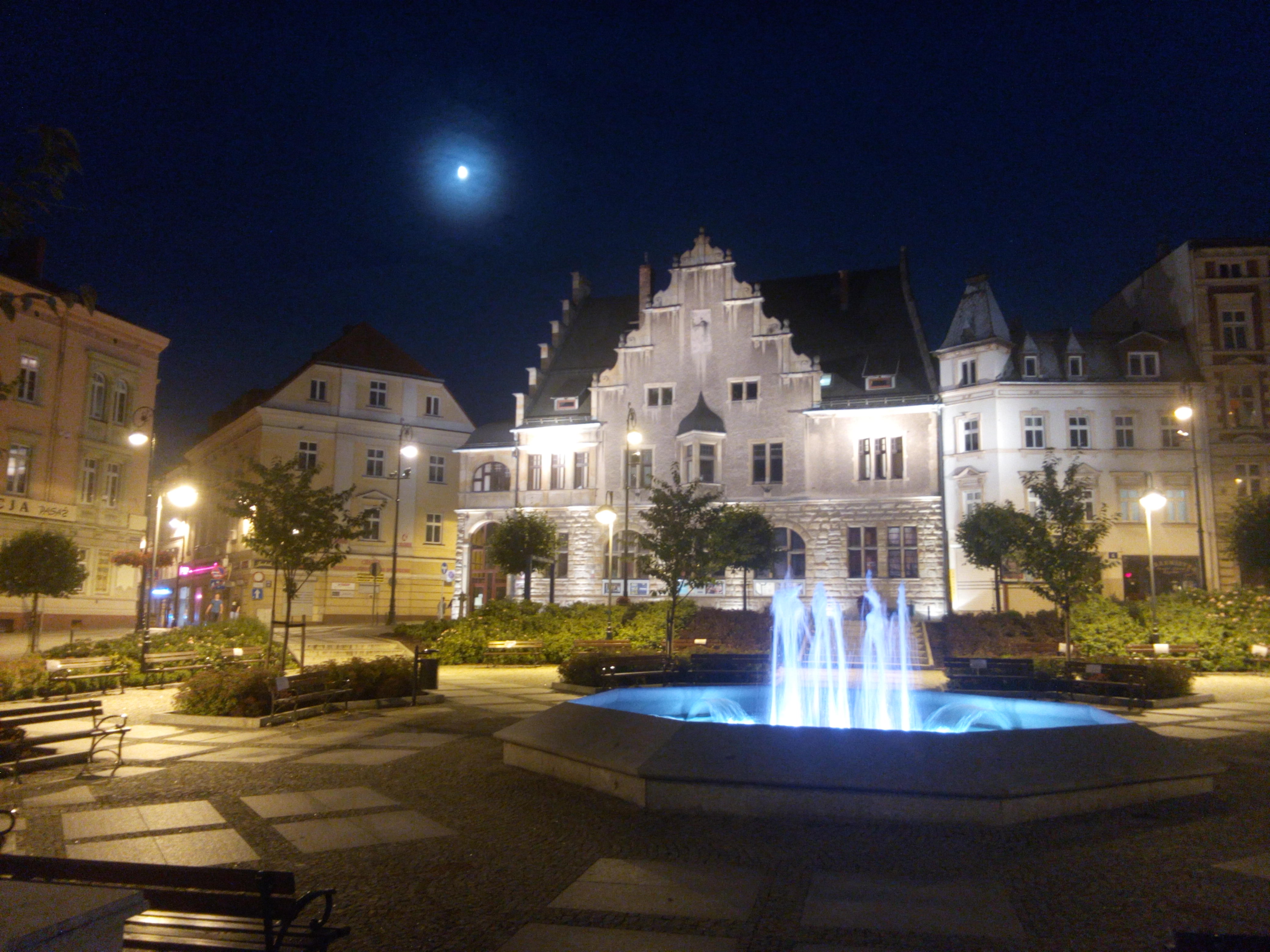
Plac Magistracki w nocy

Plac Magistracki (Kaiser Wilhelm Platz, później Rathaus Platz) – plac w Wałbrzychu, powstał w 1854 roku.
Plac po II wojnie światowej nazwano Placem Wolności później Obrońców Stalingradu. Potocznie jest nazywany „Drugim Rynkiem”, w bliskiej odległości znajduje się Rynek, centralna część miasta. Położony jest w centrum Wałbrzycha u zbiegu ulic Słowackiego, Gdańskiej, Sienkiewicza, Dmowskiego i Kopernika.
Plac był wielokrotnie przebudowywany. Przed ostatnią przebudową w 2014 roku, znajdowała się na nim finezyjna fontanna miejska, przedstawiającą kąpiącą się nagą kobietę. Przy placu usytuowana jest zabytkowa zabudowa: ratusz, prokuratura i kamienice mieszkalne dwu- i trzypiętrowe, z zapleczem usługowym. Ostatnia przebudowa była na przełomie 2013 i 2014 roku. Ruch samochodowy na placu został ograniczony.

## Wygląd placu
Od września 2014 roku, po rewitalizacji na środku placu znajduje się podświetlana fontanna, która co jakiś czas zmienia barwę światła, cały plac został wyłożony kostką i płytami z granitu, zasadzono nową roślinność. Rzeźba terenu jest wykonana w trzech etapach i połączone schodami, od strony gmachu prokuratury teren jest wyższy i obniża się w kierunku gmachu ratusza. Od strony gmachu prokuratury najwyższej części placu, zlokalizowane są trzy zejścia ze schodami a pomiędzy nimi klomby z roślinnością, zejścia są ulokowane od rogu ulicy Słowackiego i naprzeciw gmachu prokuratury oraz od rogu ulicy Gdańskiej, następne zejście do środkowej części placu znajduje się od kamienicy nr 3a. Na środkowej części placu znajduje się fontanna oraz klomby z roślinnością i małą architekturą, od strony kamienicy nr 9 stoi pogodynka w oszklonej witrynie. Ze środkowej części placu, ulokowane jest duże zejście ze schodami prowadzące do najniższej części placu, zejście rozciąga się od rogu skrzyżowania ulicy Dmowskiego i Kopernika aż do ulicy Sienkiewicza i kończącym się przy kamienicy nr 9 zaraz za stojącą pogodynką. Przy zejściu naprzeciwko gmachu ratusza w środkowej części placu, znajduje się wkopana kapsuła czasu z 2014 roku, przypomina o tym wyryty napis na jednej z granitowych płyt. W najniższej części placu, zaraz przy schodach naprzeciwko gmachu ratusza, został wykonany herb Wałbrzycha z kolorowych granitowych kostek. Gmach prokuratury i ratusza został podświetlony iluminacją. Rewitalizacja placu miała na celu uatrakcyjnić plac i przywrócić charakter historyczny z XX wieku.

### Wygląd placu przed rewitalizacją
Plac ma kształt kwadratu, wokół są parkingi oddzielone pasami zieleni. Środkowa część placu jest wyłożona płytami granitowymi i otoczona murem oporowym. Na samym środku placu jest fontanna z czterema wodotryskami, w środku fontanny znajduje się rzeźba kąpiącej się nagiej kobiety. Fontannę otaczają nasadzone kwiaty. Wejście od strony ratusza jest poprzedzone schodami i murami oporowymi, dawniej koło schodów stały na cokołach cztery lwy. Praktycznie od 1946 roku plac się nie zmienił.

## Historia
Przez lata swojego istnienia plac był zazwyczaj miejscem relaksu. Znajdowały się tam minipark, altana ogrodowa, fontanna, pomniki. Od 1893 roku stał na placu na wysokim cokole pomnik cesarza Wilhelma I. W 1900 roku postawiono drugi pomnik, pierwszego kanclerza cesarskich Niemiec – Ottona von Bismarcka. W czasie II wojny światowej na placu wybudowano wielki basen przeciwpożarowy.
Po wojnie przebudowano plac, który do dzisiejszego dnia nie zmienił wyglądu. Przebudową placu po wojnie zajął się Jan Duda – Naczelnik Wydziału Technicznego. Ze względu na pochyły teren wykonano mury oporowe i schody wejściowe, obok schodów postawiono cztery lwy, na środku wykonano fontannę z czterema wodotryskami. 21 stycznia 2014 roku rozpoczęła się rewitalizacja placu, zakończenie i otwarcie nastąpiło 7 września 2014 roku, plac został oddany do użytku po rewitalizacji, która miała na celu uatrakcyjnić i przywrócić historyczny wygląd placu z XX wieku.